# Тагилов, Мурад Шаманович
Мура́д Шама́нович Таги́лов (род. 27 января 1990, Грозный, Чечено-Ингушская АССР, РСФСР, СССР) — российский футболист, защитник.

## Биография
Воспитанник грозненского «Терека». В 2008 году провёл 18 игр за молодёжный состав клуба. Дебютировал в премьер-лиге 21 ноября 2009 года, выйдя на замену в матче 29-го тура против «Кубани», в этой встрече заменил на 13-й минуте Валентина Илиева и играл затем до конца матча, а его команда уступила со счётом 0:1. Следующий матч за «Терек» провёл 13 июля 2010 года в гостевой игре 1/16 Кубка России против «Луча-Энергии» (0:4). Второй матч в премьер-лиге сыграл 18 мая 2013 в гостевой игре с «Мордовией» (1:1). В сезоне 2013/14 провёл ещё три матча в чемпионате — во всех выходил на замену во втором тайме. Сезон 2014/15 провёл на правах аренды в первенстве ФНЛ в составе дзержинского «Химика». В сезонах 2015/16 — 2016/17 на профессиональном уровне не выступал. С июля 2017 года — в составе клуба первенства ПФЛ «Дружба» Майкоп.